# Frank Seibert
Frank Seibert ist ein deutscher Journalist und Moderator.

## Leben
Seibert hat in Bremen Politikwissenschaft studiert und die Deutsche Journalistenschule in München besucht. Seit 2013 arbeitet Seibert freiberuflich als Journalist in Süddeutschland. 
Viele Jahre war er überwiegend bei PULS, dem Content-Netzwerk des Bayerischen Rundfunks, beschäftigt. Von Mai 2018 bis zum Sommer 2024 war Seibert das Gesicht des funk-Formates Die Frage. Ab Dezember 2021 hat er auch den dazugehörigen Podcast moderiert.
Seit 2022 arbeitet Seibert hauptsächlich als Reporter für ARD Wissen.

## Auszeichnungen
- 2017: Herbert Quandt Medien-Preis für „Die Frage“ ausgestrahlt am 29. Februar 2016[5] in BR Puls zusammen mit Michael Bartlewski, Katrin Focke und Robert Stöger[6][7]
- 2019: Deutscher Sozialpreis für „Die Frage“-Reihe Warum mobben wir? zusammen mit Eva Riedmann, Samira Schütz, Robert Stöger, Michael Bartlewski und Markus Valley[8]
- 2019: Juliane Bartel Medienpreis für „Die Frage“-Reihe Wie sehr bestimmt das Geschlecht mein Leben? zusammen mit Michael Bartlewski, Verena Fücker, Samira Schütz[9]
- 2022: Münchner Sozialcourage Medienpreis des Caritasverbands München für das „Die Frage“-Video Amputation - 33 Operationen konnten mein Bein nicht retten. Wie komme ich mit meinem Körper klar? zusammen mit Samira Schütz und Robert Stöger[10]
- 2022: 58. Grimme Preis, Wettbewerb Kinder & Jugend[11], „Die Frage“ (für „die Kombination von respektvollem, empathischem Umgang mit Protagonisten mit zurückhaltender wie sensibler Moderation“), Nominierung zusammen mit Florian Meyer-Hawranek (Leitung), Nadine Ulrich (Leitung), Teresa Fries (Redakteurin), Patrick Abele (funk), Diana Kulozik, Samira Schütz, Bianca Taube, Michael Bartlewski (alle Autoren), Jan Rothe, Antonia Dengler, Kim Stoppert, Katharina Geschier, Sarah Sliwa (alle Community Management), Amelie Hörger (Podcast), Maximilian Pichlmeier und Luisa Gruber (beide TikTok), Lisa-Sophie Scheurell (Co-Reporterin), Robert Stöger (Kamera und Schnitt), Markus Valley (Kamera und Schnitt) und Gregor Simbruner (Kamera)[12]